# Clausilioidei
Clausilioidei zijn een infraorde van weekdieren uit de klasse van de Gastropoda (slakken).

## Superfamilies
- Clausilioidea Gray, 1855